# Setge de Gandesa (1837)
|  | Per a altres significats, vegeu «Setge de Gandesa». |

El setge de Gandesa de 1837 fou uns episodis de la primera guerra carlina.

## Antecedents
En el front d'Aragó i el Maestrat, l'execució del líder carlí Manuel Carnicer va ocasionar l'assumpció del comandament d'aquest front per Ramon Cabrera. A la primavera de 1836, aquest ja comandava 6.000 homes i 250 cavalls que operaven a l'entorn de Cantavella, que va fortificar.
La importància estratègica de Gandesa radica en el fet que obria les comunicacions que enllacaven Aragó, València i Catalunya, i s'hi van concentrar els isabelins de Batea, Vilalba dels Arcs i Horta de Sant Joan i, per aquest fet Cabrera necessitava ocupar-la, atacant-la diverses vegades en 1836, i després del darrer setge de 1836 Emilio Borso di Carminati havia reforçat la vila amb dos canons i un obús de dotze polzades duts des de Tortosa.
Cabrera es va afegir a l'Expedició Gómez per intentar prendre Madrid, deixant afeblit el Maestrat, i un cop superat el període de paralització de l'exèrcit causat pel Motí de la Granja de San Ildefonso, es va nomenar Evaristo San Miguel com a comandant de l'exèrcit del Centre, que en absència de Cabrera pogué prendre la seva capital, causant el retorn de Cabrera, que fou ferit en el camí, però que aconseguí reorganizar la tropa i llençar una sèrie d'ofensives a principis de 1837 que van causar la derrota dels liberals a Torreblanca, Bunyol, Burjassot i Oriola.
El cúmul de derrotes cristines va causar la substitució de San Miguel per Marcelino de Oraá Lecumberri com a comandant de l'exèrcit del Centre, que no pogué evitar la presa de Sant Mateu ni que Cabrera netegés el camí derrotant Emilio Borso di Carminati a la batalla de Xerta perquè l'Expedició Reial, que comandada per l'infant Sebastià, i conduïa a Dom Carles pogués travessar l'Ebre per Xerta el 29 de juny del 1837, reunir-se amb Cabrera i seguir el seu camí cap a Madrid, sent derrotats el juliol a les batalles de Castelló i Xiva.

## El setge
Cabrera va posar setge de nou a Gandesa, el 21 de juliol, instal·lant un obús i un canó de Cantavella al Calvari, que van començar a disparar el dia 25 contra la porta d'Horta i contra la vila, mentre els defensors van situar un canó enfront de la bateria enemiga que atacava la vila. L'endemà la bateria carlines que disparava contra la vila va quedar inutilitzada, però l'altra havia obert una bretxa. La vila no es rendí, i els carlins mogueren la bateria per atacar el tambor de Matamoros, mentre la infanteria preparava un camí arrecerat des del calvari a la porta d'Horta i el 28 prepararen una trinxera a tret de fusell de la bretxa, i començaren a preparar una mina.
Els defensors, sabedors de l'aproximació de la columna de socors d'Agustín Nogueras Pitarque, van fer una sortida a la trinxera el dia 28, incendiant-la i destruint el material per la mina, i l'artilleria es va retirar a Bot el mateix dia, i Nogueras va arribar el 30, obligant als carlins a la retirada.

## Segon setge
En octubre de 1837, ja retornats de la fracassada Expedició Reial, Cabrera tornà a atacar Gandesa amb nou batallons d'infanteria, quatre esquadrons de cavalleria, un obús i dos canons, situant l'obús al sud del poble, a l'ermita del Calvari, i els canons a l'era del Delme, i entre l'artilleria i la vila, protegits per un camí fondo, se situà un dels batallons, preparat per l'assalt en quant hi hagués una bretxa en la muralla.
Un cop l'artilleria carlina va obrir foc, aquest va ser contestat per l'artilleria liberal. Coneixedors de la presència del batalló carlí en la trinxera, mentre feien la migdiada foren atacats en una sortida dels liberals, fent-lo fugir i abandonant les armes. El setge durà fins que s'acostà la columna de socors de Nogueras.

## Conseqüències
Cabrera capturà Morella el gener de 1838, i en estar completament murallada es va convertir en la capital carlina i s'hi van traslladar les instal·lacions de Cantavella. i poc després, Benicarló.